# Тулаев, Жамбыл Ешеевич
Тула́ев Жамбы́л Еше́евич (бур.  Тулаев Ешиин Жамбал; 2 [15] мая 1905 года, улус Тагархай, Иркутская губерния — 17 января 1961 года, улус Хурай-Хобок, Бурятская АССР) — участник Великой Отечественной войны, снайпер 580-го стрелкового полка 188-й стрелковой дивизии 27-й армии Северо-Западного фронта, старшина. Герой Советского Союза (1943), лейтенант запаса (1946).

## Биография
Родился 2 (15) мая 1905 года в улусе Тагархай, ныне Тункинского района Бурятии, в крестьянской семье. Бурят.
Окончил 4 класса. Перед Великой Отечественной войной жил в городе Иркутске, работал заведующим тарной базой.
Призван в Красную армию в 1942 году. В действующей части с марта 1942 года. Член ВКП(б) с 1942 года.
Снайпер 580-го стрелкового полка (188-я стрелковая дивизия, 27-я армия, Северо-Западный фронт) старшина Жамбыл Тулаев с мая по ноябрь 1942 года истребил двести шестьдесят два гитлеровца. Осуществил подготовку для фронта трёх десятков снайперов.
Указом Президиума Верховного Совета СССР от 14 февраля 1943 года за образцовое выполнение боевых заданий командования на фронте борьбы с немецкими захватчиками и проявленные при этом мужество и геройство старшине Тулаеву Жамбылу Ешеевичу присвоено звание Героя Советского Союза с вручением ордена Ленина и медали «Золотая Звезда» (№ 847).
К концу войны на его счету было не менее 300 уничтоженных гитлеровцев.
С 1946 года лейтенант Ж. Е. Тулаев — в запасе. Возвратился в родную Бурятию. Работал председателем колхоза, секретарём местного сельского Совета. Скончался 17 января 1961 года. Похоронен в селе Тагархай.

## Награды
- Медаль «Золотая Звезда» Героя Советского Союза № 847 (14.02.1943)[6];
- орден Ленина (14.02.1943);
- орден Красного Знамени (03.09.1942)[9];
- медали, в том числе:
  - медаль «За победу над Германией в Великой Отечественной войне 1941—1945 гг.».

## Память
- Памятник-бюст Ж. Е. Тулаеву установлен в селе Кырен.
- Бюст Героя установлен в селе Хурай-Хобок[10].
- В 2005 году в столице Бурятии — городе Улан-Удэ — в память о Ж. Е. Тулаеве на здании школы № 12 установлена мемориальная доска. Позже на территории школы установлен бюст Героя.
- В честь Ж. Е. Тулаева названа улица в Улан-Удэ.
- Также его именем названы улицы в Кырене, Хурай-Хобоке, Тагархае.